# ملیکای ترانسیلوانا
ملیکای ترانسیلوانا (نام علمی: Melica transsilvanica) نام یک گونه از سرده ملیکا است.